# Plaza de la Independencia (Malabo)
La plaza de la Independencia o plaza de España es una plaza pública situada en la ciudad de Malabo, Guinea Ecuatorial, limitada por la avenida de la Independencia y la calle de Kenia. La plaza data del siglo xix, durante la época colonial española. Colindante con la plaza en su lado occidental se encuentra la Catedral de Santa Isabel de Malabo de estilo neogótico, construida entre 1897 y 1916.
La plaza es importante para la historia de Guinea Ecuatorial, ya que el 12 de octubre de 1968 tuvo lugar en la plaza la declaración de independencia. En el cercano Palacio Presidencial se produjo la ceremonia para la transmisión de poderes de España, representada por el ministro de Información y Turismo, Manuel Fraga Iribarne a Guinea Ecuatorial, mediante la persona de Francisco Macías Nguema, primer presidente del país independiente.

## Historia

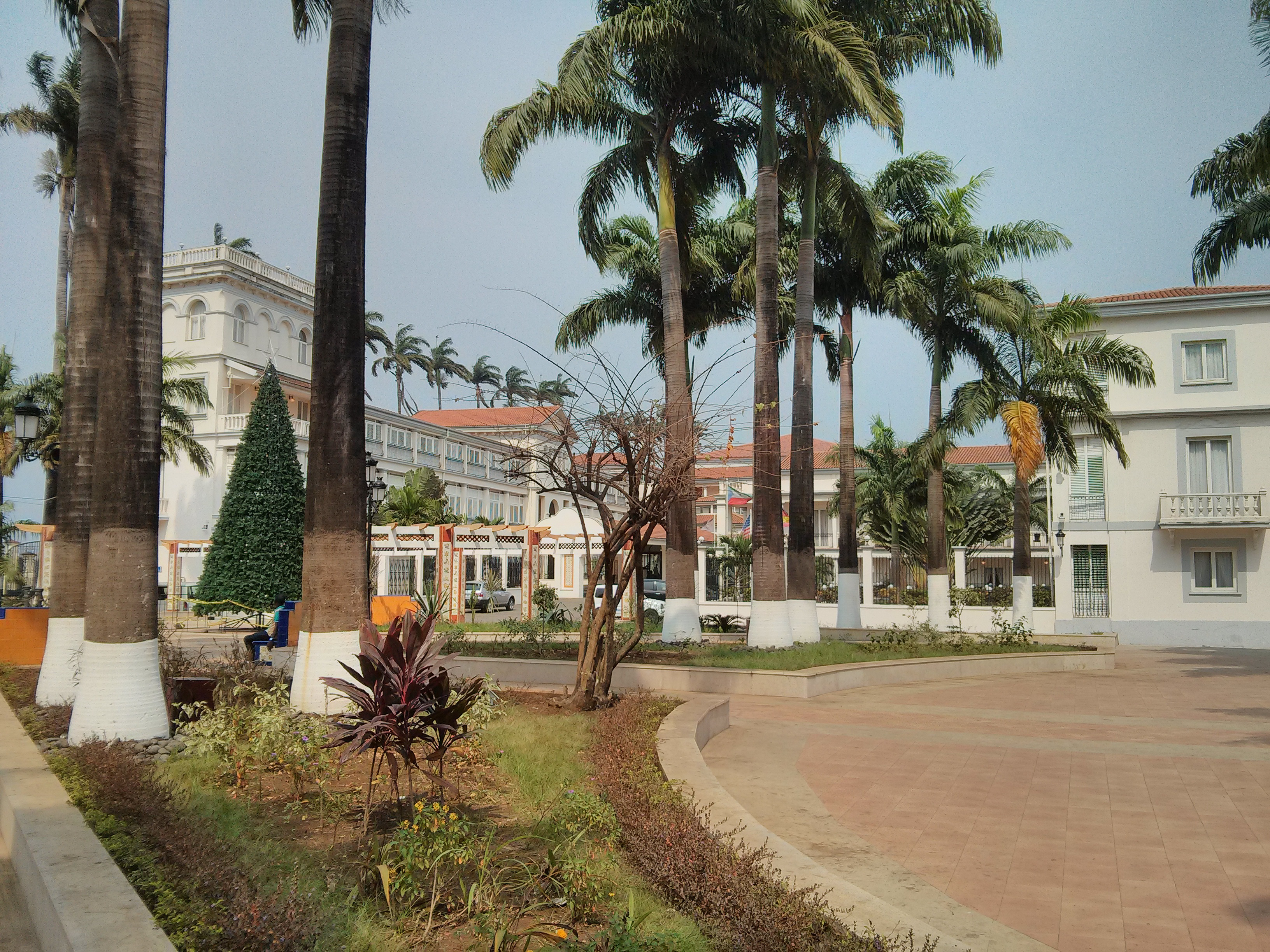
Vista de la plaza con el Palacio Presidencial de Malabo al fondo.

Durante la época colonial, la plaza era el centro social y político de Guinea Ecuatorial. La plaza está rodeada de muchos de los edificios más importantes de la época como la Catedral de Santa Isabel de Malabo, el Palacio Presidencial y las oficinas de gobierno.